# Wolter Robert van Hoëvell

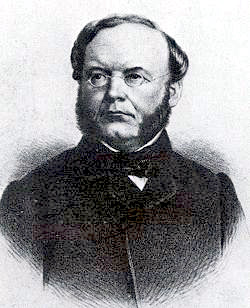
Wolter Robert van Hoëvell

Wolter Robert Baron van Hoëvell (* 15. Juli 1812 in Deventer; † 10. Februar 1879 in Den Haag) war ein niederländischer Parlamentsabgeordneter, Prediger, Publizist und Schriftsteller.

## Leben
Van Hoëvell war ein Sohn des Kapitäns Gerrit Willem Wolter Carel Baron van Hoëvell (21. April 1778–23. Februar 1865) und dessen Frau Emerance Luthera Isabella (geborene Baroness van der Capellen; 31. August 1787–21. November 1872).
Er studierte Theologie in Groningen und nahm als freiwilliger Jäger 1831 am Zehn-Tage-Feldzug teil. Im Jahr 1835 beteiligte er sich in Utrecht an einem Wettbewerb über Flavius Josephus und erhielt eine Auszeichnung in Gold. Im September 1836 promovierte  mit „summa cum laude“ mit einer Dissertation über „Die Einheit der Kirche nach Irenäus“ (niederländisch De éénheid der Kerk volgens Irenaeus).
Nach seiner Vermählung reiste er gemeinsam mit seiner Frau im November des Jahres, auf Anraten seines Onkels, Baron van der Capellen, als Prediger nach Niederländisch-Indien. Hier war er die nächsten elf Jahre im Bereich der Missionsarbeit für die Bibelgesellschaft in Batavia und den umliegenden Gemeinden aktiv und betrieb nebenbei die Erforschung Niederländisch-Indiens. Er unternahm wissenschaftliche Reisen durch Java, Madoera und nach Bali. Im Jahr 1841 war er Mitbegründer, Redakteuerr der Natuurkundig Tijdschrift voor Nederlandsch-Indië in Batavia und bis 1863 deren Herausgeber. Er war zudem Mitglied und zeitweise Präsident der „Bataviaansch Genootschap voor Kunsten en Wetenschappen“ und hatte sich zum Ziel gesetzt das Wissen, das die Menschen zu jener Zeit über diese Gebiete hatte zu vermehren und sich für die Eigenständigkeit und die Befreiung der einheimischen Bevölkerung zu engagieren.
Von 1848 bis 1851 war er Mitglied der Königlich Niederländischen Akademie der Wissenschaften (Koninklijk Instituut, tweede klasse).

## Politisches Engagement
Hoëvell bekämpfte die Ungleichbehandlung, die Unterdrückung und die Sklaverei und setzte sich zeitlebens für die Rechte der Javaner als Menschen ein. Er hielt Reden gegen die Privilegien der Kolonialisten und setzte seine Talente als Redner, Dichter und Schriftsteller für diese Ziele ein. Er brachte seine Bestürzung darüber, dass die Niederlande ihren Pflichten gegenüber der Bevölkerung in den Überseegebieten nicht nachkamen zum Ausdruck und mahnte an, dass Java nicht zum Auffüllen der Staatskasse regiert werden sollte, sondern dass die Eingeborenen ein Recht auf eine menschenwürdige Existenz hätten.
Mit seinem unermüdlichen Einsatz wurde Van Hoëvell zum Begründer einer liberalen Kolonialpolitik. Dabei hatte er es als Prediger, der sich in die Politik einmischte, nicht gerade leicht, da viele sein Handeln als unerträglich empfanden.
Die Regierung verwies ihn 1849 des Landes und er kehrte in die Niederlande zurück und wurde noch in diesem Jahr zum Mitglied des Repräsentantenhauses des niederländischen Staates gewählt. Er trat an die Spitze der liberalen kolonialen Bewegung, war von November 1849 bis 1862 unter anderem bis August 1850 Vertreter des Hauptwahlkreises Zaltbommel und anschließend bis zum Juli 1862 Abgeordneter für den Bezirk Almelo. 1862 wurde er Mitglied des Staatsrates.

## Familie
Van Hoëvell heiratete am 23. September 1836 in Groningen Abrahamina Johanna (geborene Trip; 29. Mai 1812–9. Januar 1888), eine Tochter von Berend Trip und dessen Frau Maria Aletta Louisa (geborene Lande), mit der er zwei Töchter und vier Söhne hatte, von denen eine Tochter und ein Sohn im Kindesalter starben.
Der Pädagogen und Gymnasialdirektors Jacob Diederik Baron van Hoëvell (28. August Geboren 1814–11. Dezember 1885) war sein jüngerer Bruder. Er hatte noch weitere Geschwister.

## Werke (Auswahl)
Die Resultate seiner Studien legte er in der von ihm redigierten Tijdschrift voor Nederlandsch Indië nieder. Er war auch als Übersetzer tätig und übersetzte das alte malaiische Gedicht Bidasari ins Niederländische und hielt seine Predigten auch in Malaiisch.
- Reis over Java, Madura en Bali in het midden van 1847 Amsterdam 1850–1854, (herausgegeben, um die Kenntnis der Kolonien in der Heimat zu fördern)
- Geschiedkundig overzicht der beoefening van kunsten en wetenschappen in Nederlandsch-Indië.
- Batavia in 1740
- Onderzoek naar de oorzaken van het onderscheid tusschen de Soendaneezen en eigenlijke Javanen
- Aanteekeningen omtrent de Badoeïnen in het zuiden van Banten
- De emancipatie der slaven in Ned.-Indië 1848 (eine Schrift zur Emanzipation der Sklaven im niederländischen Indien).
- Slaven en vrijen onder de Nederlandse wet. Den Haag 1854 (niederländisch, dbnl.org).
- Uit het indische leven. 1860.
- Parlementaire redevoeringen. 4 Bände Zaltbommel 1862–1865 (Reden, eine lange Verteidigung der Sache Niederländisch-Indiens).